# Tali Open 2024
Il Tali Open 2024 è stato un torneo maschile di tennis professionistico. È stata la 19ª edizione del torneo, facente parte della categoria Challenger 125 nell'ambito dell'ATP Challenger Tour 2024, con un montepremi di 148 000 €. Si è giocato dal 4 al 10 novembre 2024 sui campi in cemento indoor del Tali Tennis Center di Helsinki, in Finlandia.

## Partecipanti

### Teste di serie
| Nazionalità | Giocatore           | Ranking* | Testa di serie |
| ----------- | ------------------- | -------- | -------------- |
| Canada      | Gabriel Diallo      | 89       | 1              |
| Croazia     | Borna Ćorić         | 95       | 2              |
| Finlandia   | Otto Virtanen       | 96       | 3              |
| Regno Unito | Jacob Fearnley      | 98       | 4              |
| Italia      | Luca Nardi          | 102      | 5              |
| Kazakistan  | Michail Kukuškin    | 110      | 6              |
| Svizzera    | Jérôme Kym          | 134      | 7              |
| Germania    | Maximilian Marterer | 137      | 8              |

* Ranking al 28 ottobre 2024.

### Altri partecipanti
I seguenti giocatori hanno ricevuto una wild card per il tabellone principale:
- Patrick Kaukovalta
- Oliver Ojakäär
- Oskari Paldanius

Il seguente giocatore è entrato in tabellone come special exempt:
- Gonçalo Oliveira

I seguenti giocatori sono entrati in tabellone come alternate:
- Federico Arnaboldi
- Rudolf Molleker

I seguenti giocatori sono passati dalle qualificazioni:
- Abedallah Shelbayh
- Sandro Kopp
- Geoffrey Blancaneaux
- Nicolás Álvarez Varona
- Alexis Gautier
- Max Hans Rehberg

I seguenti giocatori sono entrati in tabellone come lucky loser:
- Ričardas Berankis
- Jelle Sels

## Punti e montepremi
| Torneo    | Torneo              | V      | F      | SF    | QF    | 2T    | 1T    | Q | Q2  | Q1  |
| Singolare | Punti               | 125    | 64     | 35    | 16    | 8     | 0     | 5 | 3   | 0   |
| Singolare | Premi in denaro (€) | 19 650 | 11 570 | 6 850 | 3 990 | 2 345 | 1 420 | – | 710 | 355 |
| Doppio    | Punti               | 125    | 64     | 35    | 16    | –     | 0     | – | –   | –   |
| Doppio    | Premi in denaro (€) | 8 420  | 4 900  | 2 940 | 1 750 | –     | 990   | – | –   | –   |

## Campioni

### Singolare
Kei Nishikori ha sconfitto in finale  Luca Nardi con il punteggio di 3–6, 6–4, 6–1.

### Doppio
Filip Bergevi /  Mick Veldheer hanno sconfitto in finale  Romain Arneodo /  Théo Arribagé con il punteggio di 3–6, 7–6(5), [10–5].